# Laura Bush
Laura Lane Welch Bush (sinh ngày 4 tháng 11 năm 1946) là vợ của cựu Tổng thống Hoa Kỳ George W. Bush, và là Đệ Nhất Phu nhân Hoa Kỳ từ 2001 đến 2009.
Từ lúc còn niên thiếu, Laura đã thích đọc sách. Sau khi tốt nghiệp Đại học Southern Methodist năm 1968 với văn bằng Cử nhân Giáo dục và Đại học Texas tại Austin với học vị Thạc sĩ Khoa học Thư viện, cô lần lượt đảm nhận công việc giáo viên lớp hai, sau đó là thủ thư. Năm 1977, Laura gặp George Walker Bush và kết hôn trong năm sau. Họ có hai cô con gái sinh đôi.
Sau khi kết hôn, Laura Bush bắt đầu tham gia các hoạt động chính trị. Bà vận động cho chồng khi ông tranh cử (nhưng thất bại) vào Quốc hội Hoa Kỳ năm 1978. Trong cương vị Đệ Nhất Phu nhân Texas, Bush khởi xướng nhiều đề án trong các lĩnh vực y tế, giáo dục và xóa mù chữ. Năm 1999, bà tích cực vận động cho chồng trong cuộc đua vào Nhà Trắng, nổi bật nhất là bài diễn văn thu hút sự chú ý của công luận bà đọc trước Đại hội Toàn quốc Đảng Cộng hòa năm 2000. Laura Bush trở thành Đệ Nhất Phu nhân Hoa Kỳ sau khi chồng bà đánh bại ứng cử viên Đảng Dân chủ Al Gore trong cuộc bầu cử có kết quả sít sao năm 2000.
Là một trong những Đệ Nhất Phu nhân được yêu thích nhất, Laura Bush hoạt động tích cực trong các lĩnh vực bà đặc biệt quan tâm: giáo dục và xóa mù chữ. Từ năm 2001, bà tổ chức Lễ hội Sách Quốc gia nhằm khuyến khích giáo dục trên quy mô toàn cầu. Qua các tổ chức The Heart Truth và Susan G. Komen for the Cure, bà vận động cho các đề án giáo dục sức khỏe cho phụ nữ. Trong những chuyến công du hải ngoại, bà thường tập chú vào các vấn đề như HIV/AIDS và bệnh sốt rét.

## Tuổi trẻ
Laura Lane Welch chào đời tại Midland, Tiểu bang Texas, là con duy nhất của Harold Bruce Welch (1912-1995) và Jenna Louise Hawkins (sinh năm 1919). Từ một người xây dựng nhà ở, cha của Laura trở thành một nhà kinh doanh bất động sản thành công, trong khi mẹ cô đảm nhiệm công việc kế toán cho doanh nghiệp của chồng. Từ khi còn bé, Laura được cha mẹ khuyến khích đọc sách, dần dà hình thành thói quen yêu thích sách. Cô kể lại, "Tôi học biết từ mẹ tôi tầm quan trọng của thói quen đọc sách. Từ khi còn bé, mẹ vẫn thường đọc truyện cho tôi nghe. Từ đó tôi thích sách và thường xuyên tới thư viện. Đến hè, tôi thường dành cả buổi chiều đọc sách trong thư viện. Tôi thích quyển Ngôi nhà nhỏ trên thảo nguyên, Little Women, và các quyển khác... Thói quen đọc sách sẽ đem đến cho bạn niềm vui thú suốt cuộc đời."
Laura nhập học Trường Tiểu học James Bowie, rồi các trường trung học San Jacinto Junior và Midland Lee tại Midland. Sau khi tốt nghiệp trung học năm 1964, cô theo học Đại học Southern Methodist ở Dallas, và ra trường năm 1968 với văn bằng Cử nhân Khoa học chuyên ngành Giáo dục.
Năm 1963, Laura dính líu vào một tai nạn xe hơi khi xe cô đâm vào một chiếc xe khác làm thiệt mạng Michael Dutton Douglas, một bạn học cùng lớp. Theo hồ sơ lưu trữ của Midland, không ai say rượu khi điều khiển phương tiên giao thông, và cũng không có ai bị truy tố. Theo người phát ngôn của Bush, "Đây là một tai nạn thương tâm ảnh hưởng sâu sắc đến các gia đình và mọi người liên quan, kể cả cộng đồng nói chung. Cho đến nay, bà Bush vẫn giữ im lặng về vụ việc này." 

## Sinh viên, Giáo viên, Thủ thư
Năm 1968, Welch đậu bằng Cử nhân Khoa học chuyên ngành Giáo dục tại Đại học Southern Methodist ở Dallas. Sau khi tốt nghiệp, Welch đến dạy tại Trường Tiểu học Longfellow thuộc Khu Học chính Độc lập Dallas cho đến năm 1969. Sau đó, cô dành ba năm dạy học tại Trường Tiểu học John F. Kennedy ở Houston, cho đến năm 1972.
Năm 1973, Welch nhận học vị Thạc sĩ chuyên ngành Khoa học Thư viện tại Đại học Texas tại Austin. Sau đó, cô đảm nhiệm vị trí thủ thư tại Chi nhánh Kashmere Gardens của Thư viện Công Houston cho đến năm 1974, khi cô trở về Austin. Ở đây cô nhận nhiệm vụ thủ thư cho Khu Học chính Độc lập Austin, Trường Tiểu học Dawson cho đến năm 1977. Khi nhắc đến kinh nghiệm làm việc với một nhóm trẻ em trong năm 2003, Bush nói, "Từng là cô giáo rồi thủ thư, tôi học biết tầm quan trọng của thói quen đọc sách trong nhà trường và trong cuộc sống."

## Hôn nhân và Gia đình

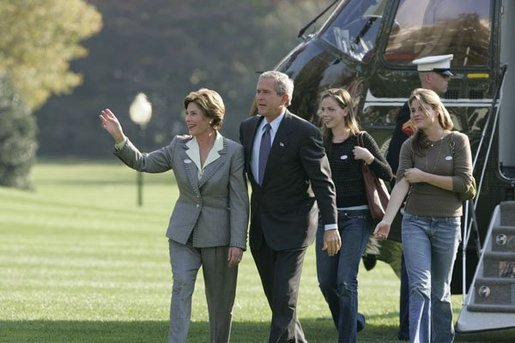
Gia đình Bush tại Nhà Trắng, 2 tháng 11 năm 2004.

Laura Welch và Georg W. Bush gặp nhau năm 1977 khi họ cùng đến dự một bữa tiệc thịt nướng ngoài trời (barbecue) tại sân sau nhà của một cặp vợ chồng là bạn của cả hai người. Sau ba tháng tìm hiểu, ngày 5 tháng 11 năm 1977,
Welch và Bush tổ chức hôn lễ tại một nhà thờ thuộc Giáo hội Giám Lý Hiệp nhất ở Midland, đây cũng là nơi Welch đã chịu lễ báp têm.
Năm 1981, Laura Bush sinh đôi hai cô con gái, Barbara và Jenna. Năm 2000, cả hai đều tốt nghiệp trung học rồi theo học Đại học Yale và Đại học Texas tại Austin năm 2004.
George W. Bush nói rằng chính Laura đã giúp ông đi đến quyết định bỏ rượu trong năm 1986. Bush cũng tin rằng bà là người có nhiều ảnh hưởng trong nỗ lực ổn định cuộc sống riêng tư của ông. Theo Jane Simms Podesta, phóng viên tạp chí People, "Bà là hậu phương vững chắc của ông. Bà là ảnh hưởng tốt đẹp trên tâm tính ông. Tôi nghĩ rằng, bằng nhiều phương cách, bà đã xây dựng ông trở nên con người như ngày hôm nay."
Dù phải bận rộn chăm sóc con, Laura Bush vẫn tham gia, như là một thiện nguyện viên, một số tổ chức như Bạn của Thư viện Công Midland, Ban Quản trị Đội Thiếu nhi Midland, Ban Quản trị Bạn của Thư viện Công Dallas, Hiệp hội Phụ huynh Học sinh và Giáo viên Trường Tiểu học Preston Hollow, Ban Quản trị Thành viên Cộng đồng Ban Bảo vệ Trẻ em.
Mỗi năm vài lần, Laura cùng chồng trở về lãnh địa rộng lớn của gia tộc, Gia trang Bush. Tọa lạc ở Kennebunkport, tiểu bang Maine, gia trang là nơi họp mặt thường xuyên của Gia tộc Bush từ gần 100 năm qua.

## Đệ Nhất Phu nhân Texas

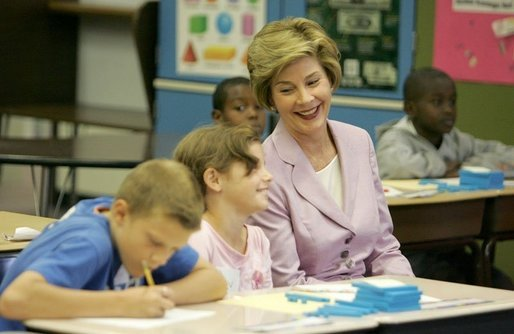
Laura Bush với học sinh lớp năm tại Des Moines, Iowa, 2005

Laura Bush trở nên Đệ Nhất Phu nhân Texas từ năm 1995 đến năm 2000, khi chồng bà đắc cử Thống đốc tiểu bang Texas. Khi được hỏi có quan tâm đến chính trị không, bà trả lời, "Nó không thu hút tôi." Suốt thời gian lưu trú ở Dinh Thống đốc Texas, bà không đứng ra tổ chức một sự kiện chính thức nào.
Tuy nhiên, trong cương vị Đệ Nhất Phu nhân, Laura Bush hoạt động tích cực cho phúc lợi của phụ nữ và trẻ em trong các lĩnh vực y tế, giáo dục và xóa mù chữ. Qua Lễ hội Sách Texas, bà gây quỹ cho các thư viện, thành lập Đề án Xoá mù chữ Gia đình của Đệ Nhất Phu nhân, khuyến khích các gia đình cùng đọc sách với nhau. Bà thành lập các chương trình Adopt-a-Caseworker nhằm hỗ trợ cho Dịch vụ Bảo vệ Trẻ em. Laura Bush cũng sử dụng vị thế của mình để vận động công luận quan tâm đến các căn bệnh Alzheimer và ung thư vú.
Đến giữa năm 1999, bà đồng ý để chồng ra tranh cử Tổng thống Hoa Kỳ, dù bảo cho ông biết bà chưa bao giờ mơ thấy ông làm điều này. Diễn văn Laura Bush trình bày trước đại biểu về dự Đại hội Toàn quốc Đảng Cộng hòa năm 2000 đã biến bà thành một nhân vật được chú ý bởi công luận toàn quốc.
Tháng 12 năm 2000, sau khi có kết quả chung cuộc cho cuộc bầu cử tổng thống năm 2000, chồng bà từ nhiệm thống đốc bang Texas để chuẩn bị cho lễ nhậm chức Tổng thống Hoa Kỳ vào tháng 1 năm 2001, thời điểm Laura Bush trở nên Đệ Nhất Phu nhân Hoa Kỳ.

## Đệ Nhất Phu nhân Hoa Kỳ

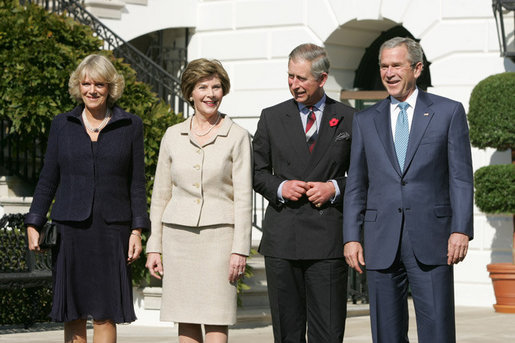
Gặp Hoàng tử xứ Wales và Nữ Công tước xứ Cornwall, 2 tháng 11 năm 2005.

Trong cương vị Đệ Nhất Phu nhân, Laura Bush hoạt động tích cực trong các lĩnh vực giáo dục và sức khoẻ phụ nữ, cả trong và ngoài nước. Các sáng kiến quan trọng của bà đều liên quan đến giáo dục và sức khỏe phụ nữ.

### Giáo dục và Trẻ em
Ngay từ đầu nhiệm kỳ, Bush cho biết bà đặc biệt quan tâm đến các vấn đề giáo dục, trong đó có việc tuyển dụng giáo viên giỏi để bảo đảm rằng trẻ em sẽ tiếp nhận một nền giáo dục chất lượng cao. Bà cũng chú trọng đến sự phát triển của trẻ trong giai đoạn đầu đời. Năm 2001, nhắm đến mục tiêu cổ xúy thói quen đọc sách và giáo dục, bà cộng tác với Thư viện Quốc hội khởi xướng Lễ hội Sách Quốc gia được tổ chức hằng năm, và Đề án Quốc ca nhằm phát huy tinh thần ái quốc trong học đường.
Ngay sau sự kiện 11 tháng 9, Laura Bush bày tỏ sự quan tâm dành cho trẻ em trên khắp nước Mỹ,

Chúng ta cần biết chắc rằng trẻ em đang được an toàn ngay trong nhà mình và trong trường học. Chúng ta cần biết chắc rằng có nhiều người yêu thương chúng và chăm sóc chúng, và rằng dù có những kẻ xấu trên khắp thế giới thì số người tốt còn đông đảo hơn nhiều."
Ngày hôm sau, bà viết những bức thư mở gởi đến các gia đình Mỹ, đặc biệt là cho học sinh trung tiểu học. Bà quan tâm đến việc làm giảm nhẹ hiệu ứng cảm xúc của vụ tấn công tác động đến trẻ em nhất là khi những hình ảnh kinh hoàng xuất hiện nhiều lần trên truyền hình. Vào dịp kỷ niêm một năm sự kiện 11/9, bà khuyên các phụ huynh nên đọc truyện cho trẻ, hoặc thắp nến để tưởng niệm, nhưng "đừng để trẻ xem những hình ảnh về sự kiện 11 tháng 9 khi quý vị biết rằng chúng sẽ được chiếu trên truyền hình nhiều lần - hình ảnh máy bay đâm thẳng vào tòa nhà hoặc hình ảnh những cao ốc đang đổ xuống."
Đến cuối nhiệm kỳ, Laura Bush được Liên Hợp Quốc vinh danh khi tổ chức quốc tế này đề cử bà làm đại sứ cho Thập niên Xóa mù chữ Liên Hợp Quốc. Trong cương vị này, bà cho biết sẽ chủ tọa Hội nghị Xóa mù chữ Toàn cầu, được tổ chức vào tháng 9 năm 2006 nhằm khuyến khích những nỗ lực bền bỉ vận động cho công cuộc xóa mù chữ và quảng bá những hoạt động thành công trong nỗ lực này. Một trong những động lực thúc đẩy Bush phối hợp tổ chức hội nghị là những ích lợi trẻ em ở những nước nghèo thụ hưởng sau khi được xóa mù chữ mà bà từng chứng kiến trong những chuyến du hành hải ngoại.

### Sức khỏe Phụ nữ
Một lĩnh vực khác mà Laura Bush tham gia tích cực là các vấn đề liên quan đến sức khỏe và phúc lợi cho phụ nữ. Bà thành lập tổ chức Women's Health and Wellness Initiative cũng như tham dự vào hai chiến dịch chính của tổ chức này.

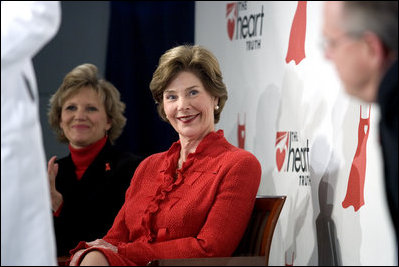
Laura Bush tham dự một sự kiện của The Heart Truth, 15 tháng 2, 2006

Lần đầu tiên bà đến với cuộc vận động của The Heart Truth là vào năm 2003. Đây là một tổ chức trực thuộc Viện Tim Phổi và Huyết học Quốc gia. Mục tiêu của chiến dịch là nâng cao nhận thức về bệnh tim mạch ở phụ nữ và phương pháp phòng tránh. Việc bà nhận làm đại sứ danh dự cho chương trình đã dẫn đến những nỗ lực của chính phủ liên bang kêu gọi phụ nữ quan tâm đến những nguy cơ của bệnh tim mạch. Bush nhận xét về căn bệnh, "Giống nhiều phụ nữ khác, tôi vẫn nghĩ rằng bệnh tim mạch là bệnh của nam giới, bệnh ung thư mới là điều chúng ta nên quan tâm nhiều nhất. Nhưng trên đất nước chúng ta, bệnh tim mạch giết chết nhiều phụ nữ hơn tất cả bệnh ung thư cộng lại. Đối với căn bệnh này thì giáo dục sức khỏe, phương pháp phòng tránh, và ngay cả một bộ trang phục màu đỏ cũng có thể cứu được nhiều mạng sống." Bà đi khắp đất nước để chuyện trò với những phụ nữ đang hoặc từng mắc bệnh tim mạch.
Tháng 5 năm 2005 tại Trung tâm Nghệ thuật Trình diễn John F. Kennedy, cùng với cựu Đệ Nhất Phu nhân Nancy Reagan, Bush trao tặng bộ sưu tập trang phục đỏ của các Đệ Nhất Phu nhân. Đây là cuộc triển lãm các bộ trang phục màu đỏ của các Đệ Nhất Phu nhân Lady Bird Johnson, Betty Ford, Rosalynn Carter, Nancy Reagan, Barbara Bush, Hillary Clinton và Laura Bush, là cơ hội cho các Đệ Nhất Phu nhân qua các thời kỳ khác nhau đóng góp vào nỗ lực nâng cao ý thức cộng đồng đối với bệnh tim mạch ở phụ nữ.
Mẹ của Bush, Jenna Welch, ở tuổi 78 bị chẩn đoán mắc bệnh ung thư vú, và Laura Bush hoạt động tích cực giúp phòng tránh căn bệnh này bằng cách tham gia tổ chức Susan G. Komen for the Cure. Bà nhận xét, "Chỉ vài năm trước đây thôi, bị chẩn đoán mắc bệnh ung thư vú nghĩa là ít có cơ hội để phục hồi. Nhưng nhờ những nỗ lực của Tổ chức Komen…ngày càng có nhiều phụ nữ và nam giới đang hiệp lực chống chọi với bệnh ung thư vú và cố vượt qua nghịch cảnh. Bà sử dụng vị thế của mình để tìm kiếm sự ủng hộ của quốc tế cho Tổ chức Komen qua  the Partnership for Breast Cancer Awareness and Research of the Americas, một đề án nhằm nối kết các chuyên gia từ Hoa Kỳ, Brasil, Costa Rica và México.
Tháng 10 năm 2001, Laura Bush là nhân vật đầu tiên không phải tổng thống đã đọc bài diễn văn tổng thống trên sóng phát thanh. Bà sử dụng cơ hội này để nói về hoàn cảnh của phụ nữ tại Afghanistan trong lúc quân đội Mỹ chiếm đóng đất nước này, bà phát biểu, "Áp chế phụ nữ là mục tiêu trọng tâm của bọn khủng bố." Tháng 5 năm 2002, bà đọc một bài diễn văn gởi đến nhân dân Afghanistan trên Đài Phát thanh Tự do, đặt ở Praha, Cộng hoà Czech.

## Uy tín và Phong cách

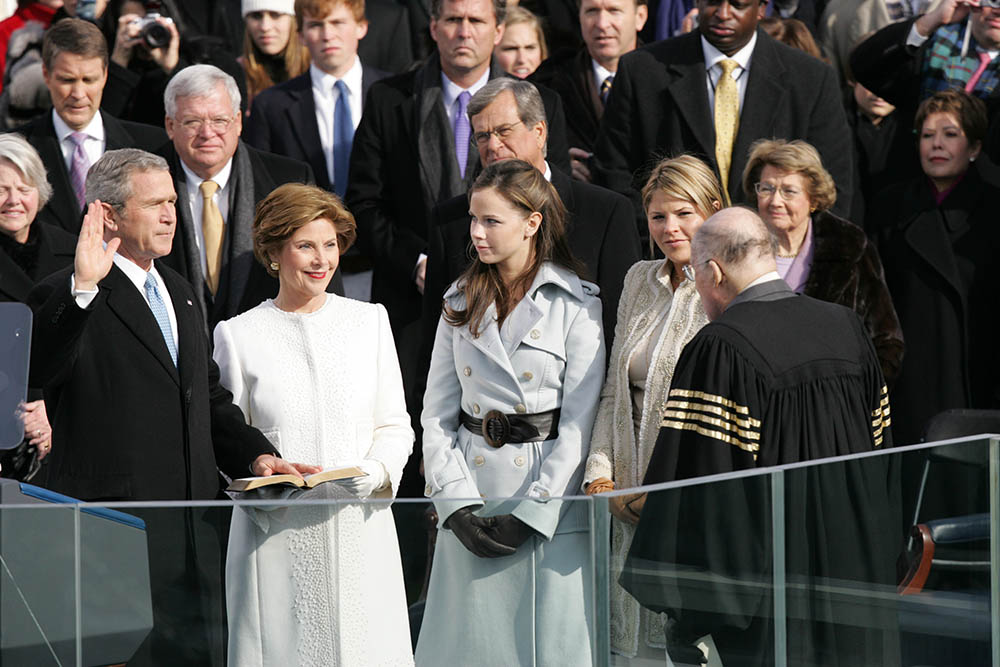
Laura, Barbara và Jenna bên cạnh Tổng thống George W. Bush khi ông tuyên thệ nhậm chức nhiệm kỳ hai, 20 tháng 1 năm 2005 trước Chánh án Tối cao Pháp viện William Rehnquist.

Laura Bush rất được lòng dân. Trong tháng 1 năm 2006, một cuộc thăm dò dư luận của USA Today/CBS/Gallup chỉ ra rằng có đến 82% người dân Mỹ ủng hộ bà, và chỉ có 13% tỏ ý bất bình, đưa tên bà vào danh sách các Đệ Nhất Phu nhân được yêu thích nhất. Cựu Thư ký Báo chí Nhà Trắng Ari Fleischer nhận xét, "Tại nhiều nơi trên khắp nước, bà ngày càng được yêu thích và được chào đón nồng hậu hơn tổng thống...Trong những cuộc đua mà các ứng viên ôn hòa đối diện với những khó khăn lớn nhất thì Laura Bush là người thích hợp nhất [để hỗ trợ họ]." Theo những chỉ số của các cuộc khảo sát dư luận, uy tín của Laura Bush tiếp tục dâng cao.
Trong năm 2006, không đồng ý với Chris Wallace của kênh truyền hình Fox News khi được hỏi tại sao người dân Mỹ bắt đầu đánh mất niềm tin nơi Tổng thống Bush, Laura Bush trả lời, "Tôi không nghĩ như thế. Tôi thực sự không tin tưởng các cuộc thăm dò dư luận. Tôi đã đi khắp đất nước, gặp gỡ nhiều người, tôi chứng kiến phản ứng của họ đối với chồng tôi, đối với tôi. Hiện đang có nhiều thách thức căng thẳng tại Hoa Kỳ...Tất cả quyết định Tổng thống đưa ra cho từng thách thức này đều khó khăn. Chúng là những quyết định khó khăn. Tất nhiên sẽ có người không hài lòng về hệ quả của những quyết định ấy. Nhưng tôi nghĩ người dân biết rằng Tổng thống đang làm điều mà ông tin là đúng cho Hoa Kỳ, rằng ông đang làm điều mà ông nghĩ ông có bổn phận phải làm cho nhân dân Hoa Kỳ, nhất là đối với cuộc chiến chống khủng bố, rằng ông đang cố bảo vệ họ...Khi những chỉ số thăm dò dư luận về ông ở mức cao thì chúng không được đưa lên trang nhất."
Tạp chí People, tờ Washington Post và các báo khác đã đánh giá cao Laura Bush về tính trang nhã và khả năng cảm thụ trong thời trang của bà, được thể hiện trong lễ nhậm chức tổng thống lần thứ hai vào tháng 1 năm 2005. Khi ấy bà mặc áo dài vải cashmire trắng đồng bộ với chiếc áo khoác được Oscar de la Renta thiết kế. Ngay sau đó là những buổi lễ hội, trang phục của Laura Bush là áo dài màu nhạt viền ren đính pha lê, tay dài với khăn choàng màu xanh bạc. Chiếc áo dài lụa mềm này cũng được thiết kế bởi de la Renta. Theo nhận xét của tờ Washington Post, "Nó khiến bà trông lộng lẫy và quyến rũ."

### Công du
Suốt trong nhiệm kỳ thứ hai của Tổng thống Bush, Laura quan tâm nhiều hơn đến lãnh vực ngoại giao. Bà đi đến nhiều nước trong tư cách đại diện cho Hoa Kỳ.

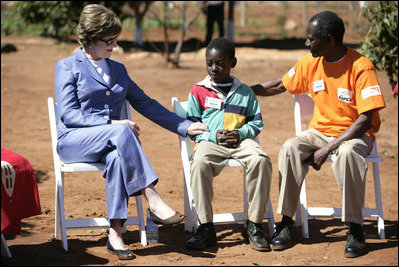
Laura Bush nói chuyện với Raphael Lungo ở Zambia trong chuyến công du Phi châu năm 2007

Trong cương vị Đệ Nhất Phu nhân, bà đã thực hiện năm chuyến công du thiện chí đến châu Phi. Dù mục đích chính của các chuyến đi là nâng cao nhận thức về HIV/AIDS và bệnh sốt rét, Bush cũng nhấn mạnh đến nhu cầu giáo dục và cung ứng nhiều cơ hội hơn cho phụ nữ. Bà cũng có nhiều chuyến công du đến các quốc gia khác nhằm vận động và tìm kiếm sự hậu thuẫn cho Kế hoạch Khẩn cấp Chữa trị AIDS của Tổng thống Bush, trong đó có Zambia (2007), Mozambique (2007), Mali (2007), Mali (2007), Senegal (2007), và Haiti (2008).
Trong chuyến thăm Myanmar vào giữa năm 2007, Bush lên tiếng ủng hộ phong trào dân chủ, cũng như kêu gọi binh sĩ và dân quân Miến Điện tránh sử dụng bạo lực. Đến tháng 10, bà đến Trung Đông trong nỗ lực cải thiện hình ảnh nước Mỹ bằng cách đánh động sự quan tâm của công chúng đối với sức khỏe phụ nữ, nhất là căn bệnh ung thư vú. Miêu tả chuyến đi là một thành công, bà nói những định kiến từ hai phía đã bị phá vỡ.

### Quan điểm về Chính sách
Bush là thành viên Đảng Cộng hòa từ khi bà kết hôn. Nhìn chung, bà theo đuổi các quan điểm truyền thống.
Trong năm 2000, khi được hỏi về quyền phá thai Bush nói rằng bà không nghĩ là cần phải đảo ngược vụ án Roe v. Wade, cũng không bình phẩm gì về việc phụ nữ có quyền phá thai hay không. Tuy nhiên, bà tin rằng đất nước cần làm "mọi điều có thể để hạn chế số vụ phá thai, rồi hạ thấp con số này bằng những phương cách như nói chuyện với giới trẻ về trách nhiệm, tuyên truyền các biện pháp kiêng cữ, mở các lớp học về kiêng cữ tại trường học, nhà thờ, và Trường Chúa Nhật."
Năm 2006, trả lời trong một cuộc phỏng vấn đề cập đến Tu chính án Liên bang về Hôn nhân, Bush kêu gọi các nhà lãnh đạo dân cử chớ nên chính trị hóa vấn đề hôn nhân đồng tính, "Hiển nhiên là không nên sử dụng nó như là một công cụ vận động tranh cử. Đây là một vấn đề nhạy cảm...rất nhạy cảm.
Ngày 12 tháng 7 năm 2005, khi đang công du ở Nam Phi, Laura Bush đề nghị chồng chọn một phụ nữ khác vào vị trí đang khuyết tại Tòa án Tối cao Hoa Kỳ do quyết định nghỉ hưu của nữ thẩm phán Sandra O’ Connor. Ngày 2 tháng 10, trong một bữa ăn tối tại Nhà Trắng với Laura, Tổng thống Bush đã yêu cầu Harriet Miers thế chỗ O’ Connor. Đến cuối tháng, khi những chỉ trích dữ dội nhắm vào Miers, Laura Bush tỏ dấu hoài nghi rằng đằng sau sự chống đối là những định kiến về giới tính.
Năm 2004, Laura Bush được tạp chí Forbes chọn là người phụ nữ quyền thế thứ nhì ở Hoa Kỳ, và đứng thứ tư trong danh sách các phụ nữ có nhiều quyền lực nhất thế giới, với nhận xét, "Bush là bàn tay quyền lực ở hậu trường Nhà Trắng. Tổng thống thường nhắc đến bà như là sức mạnh quan trọng nhất hướng dẫn ông trong cuộc sống. Ông cũng cho rằng chính Đệ Nhất Phu nhân đã giúp thay đổi ông, đặt ông vào con đường dẫn đến Nhà Trắng."